# Bryan Acosta
Bryan Acosta, né le 24 novembre 1993 à La Ceiba, est un footballeur international hondurien jouant au poste de milieu relayeur.

## Biographie

### En club
Il joue quatre matchs en Ligue des champions de la CONCACAF avec l'équipe du Real España.
Le 1er août 2023, Bryan Acosta est transféré des Rapids du Colorado aux Timbers de Portland pour 150 000 dollars en montant d'allocation générale.

### En équipe nationale
Il joue son premier match en équipe du Honduras le 5 mars 2014, en amical contre le Venezuela (victoire 2-1).
Il participe à la Gold Cup 2015 co-organisée par les États-Unis et le Canada. Lors de cette compétition, il joue deux matchs : contre les États-Unis et le Panama.
Il participe avec la sélection olympique aux Jeux olympiques d'été de 2016 organisés au Brésil. Lors du tournoi olympique, il est titulaire indiscutable, jouant six matchs avec le brassard de capitaine. Le Honduras rate de peu la médaille de bronze.
Il inscrit son premier but avec le Honduras le 8 octobre 2016, en amical contre le Belize (victoire 1-2).
Il participe ensuite à la Gold Cup 2017. Il joue trois matchs lors de cette compétition. le Honduras s'incline en quart de finale contre le Mexique.

## Palmarès
Real España
- Champion du Honduras en Apertura 2013